# Mây vũ tích

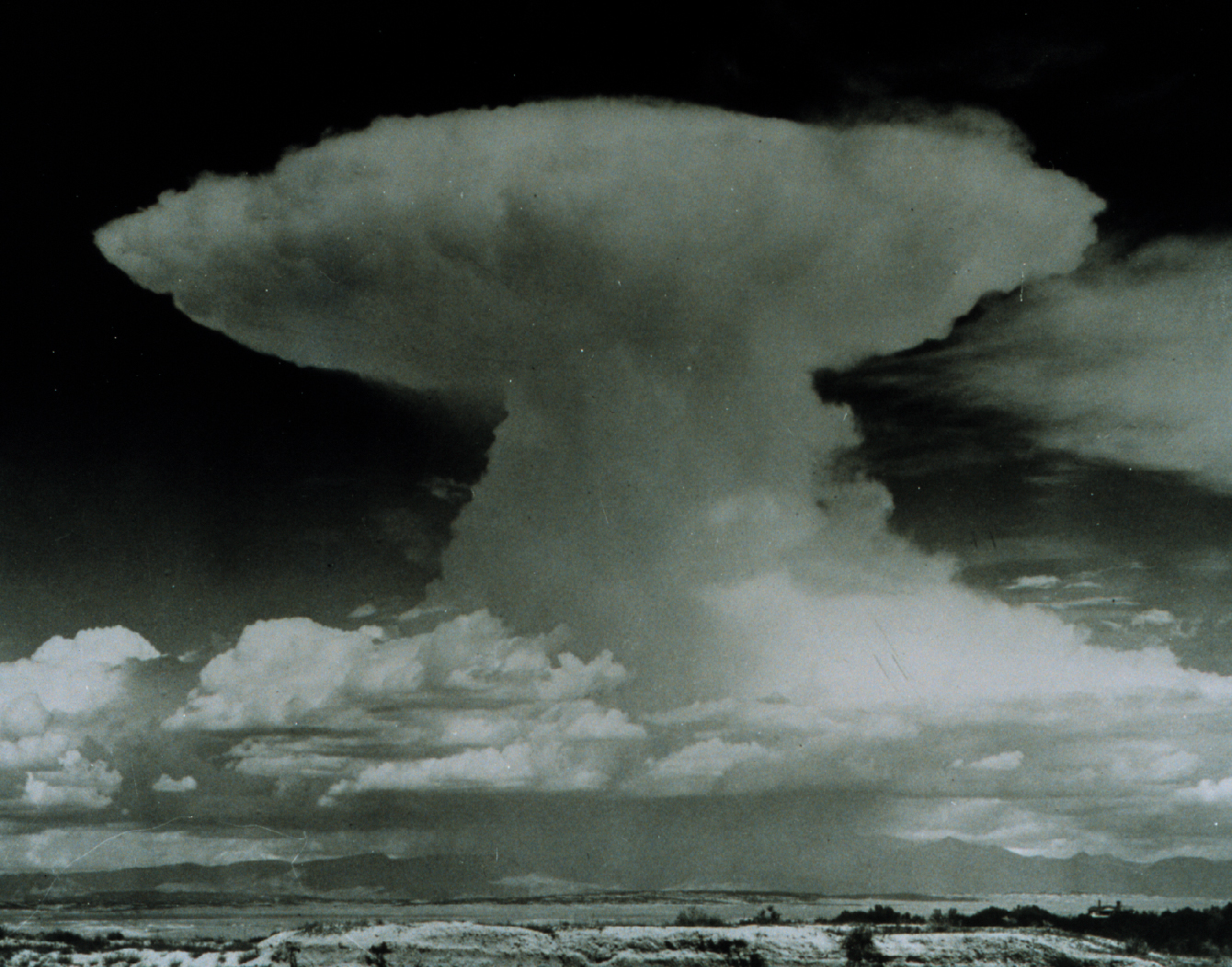
Khối mây vũ tích hình đe, gió sẽ xuất hiện ngay dưới nó

Mây vũ tích (tiếng Anh: Cumulonimbus cloud, từ tiếng Latin cumulus nghĩa là mây đống và nimbus nghĩa là mưa dông) là một loại mây dày đặc phát triển theo phương thẳng đứng  rất cao liên quan đến giông và sự bất thường khí quyển, hình thành hơi nước mang các dòng khí mạnh từ dưới mặt đất lên.Mây vũ tích có thể tự hình thành, trong các đám mây, hoặc cùng với các dòng gió mạnh frông lạnh. Loại mây này có khả năng sản sinh tia sét và các loại thời tiết nghiêm trọng khác như gió giật, mưa đá, và thỉnh thoảng có lốc xoáy. Mây vũ tích được viết tắt là Cb và thuộc vào họ D2.

## Các dạng mây vũ tích

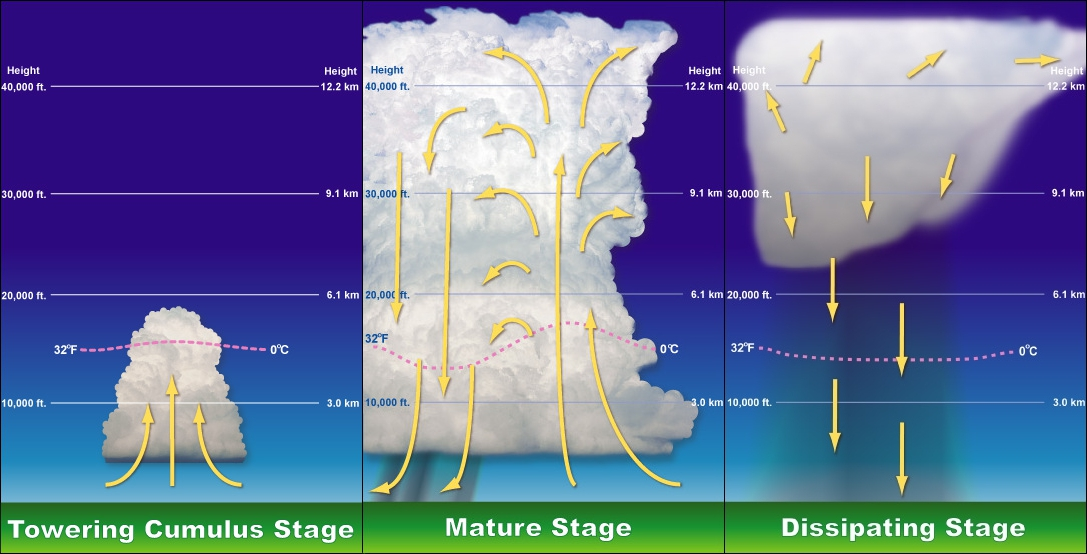
Sự hình thành mây vũ tích và dông.

- Cumulonimbus calvus
- Cumulonimbus capillatusSự hình thành mây vũ tích và dông.